# Schopf (Bayerischer Wald)
Der Schopf ist ein Berg im Bayerischen Wald. Sein Gipfel liegt auf dem Gebiet der Gemeinde Perasdorf im Landkreis Straubing-Bogen.

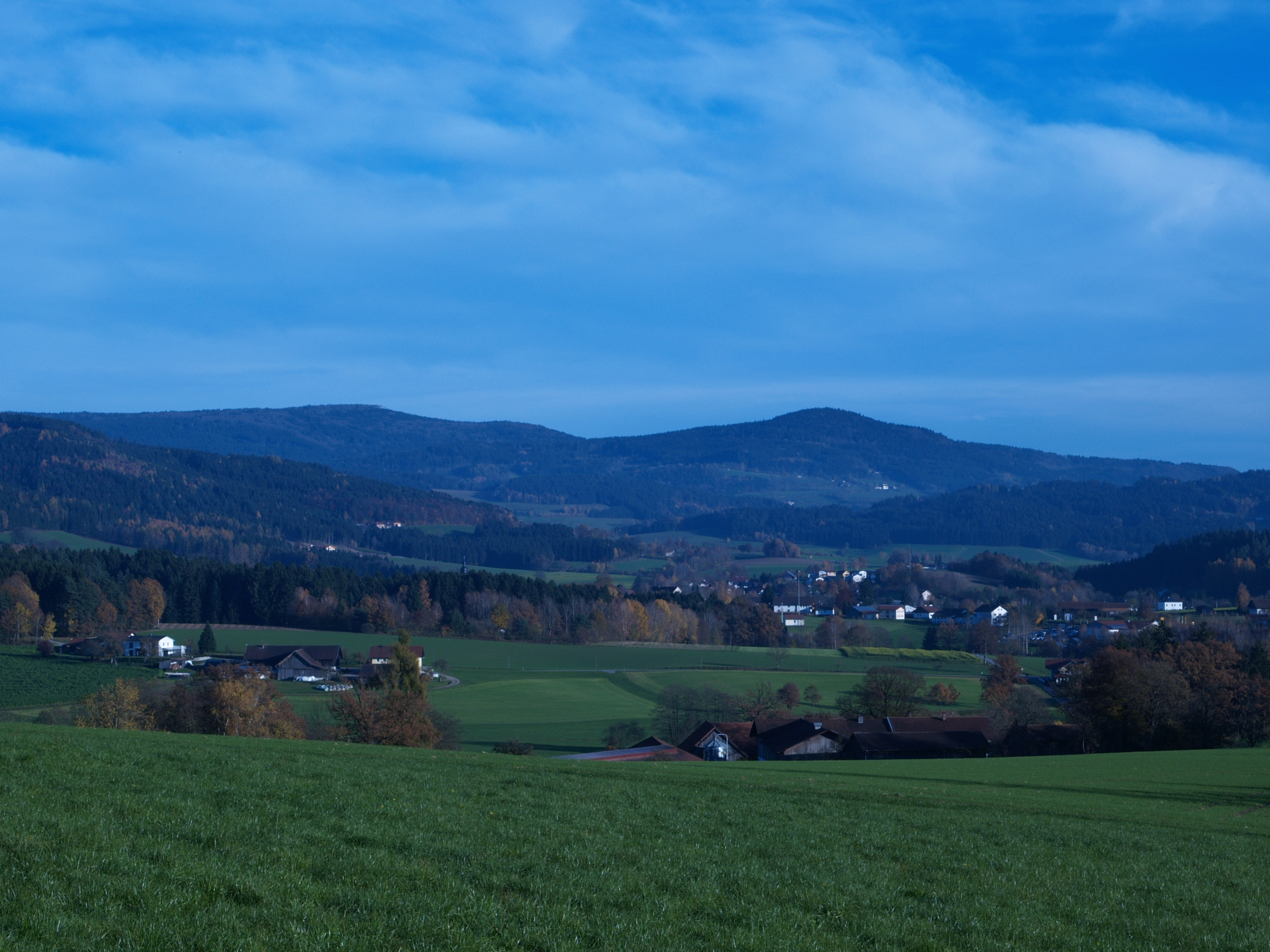
Hirschenstein und Schopf

Der Gipfel liegt nach den Karten des Landesvermessungsamts auf 920 m Höhe, andere Quellen nennen 925 m. Der Schopf ist von Grandsberg, Kostenz, Höhenberg oder Rautenstock aus über Wanderwege zu erreichen.

## Gipfelkreuz
Das zwölf Meter hohe hölzerne Gipfelkreuz wurde 1947 an Christi Himmelfahrt aus Dank über die Rückkehr aus der Kriegsgefangenschaft errichtet.